# La Destra – Fiamma Tricolore
La Dreta - Flama Tricolor (en italià La Destra–Fiamma Tricolore) va ser una coalició electoral italiana formada per a les eleccions legislatives italianes de 2008 per un acord entre els caps de La Destra (Francesco Storace), del Moviment Social Fiamma Tricolore (Luca Romagnoli) i el Front Social Nacional d'Adriano Tilgher. Pretenia presentar dins la mateixa llista els principals exponents de l'anomenada ‘’dreta social'’. Després de la caiguda del govern de Romano Prodi no arribaren a un acord amb Berlusconi per a formar part del Poble de la Llibertat, i després d'una assemblea a Trieste convocada per Teodoro Buontempo, president de La Destra, decidiren no fer com Alleanza Nazionale i presentar una candidatura que aplegués els partits procedents del neofeixisme democràtic. El candidat a president era Daniela Santanchè i també s'hi adheriren Unitalia i Trentino Libero.
A les eleccions de 2008, tot i obtenir uns resultats no gaire dolents (2,43% a la Cambra dels Diputats i 2,09% al Senat), no van obtenir representació parlamentària.

## Composició
| Partit | Partit           | Líder             | Ideologia                    |
| ------ | ---------------- | ----------------- | ---------------------------- |
|        | La Dreta         | Francesco Storace | Conservadorisme nacionalista |
|        | Fiamma Tricolore | Luca Romagnoli    | Ultradreta                   |

## Resultats electorals

### Parlament italià
| Any  | Vots    | %    | Diputats | +/- | Vots    | %    | Senadors | +/- |
| ---- | ------- | ---- | -------- | --- | ------- | ---- | -------- | --- |
| 2008 | 884.961 | 2,43 | 0 / 630  | Nou | 686.926 | 2,09 | 0 / 315  | Nou |